# 鼓槌石斛
鼓槌石斛（学名：Dendrobium chrysotoxum）为兰科石斛属下的一个种。

## 扩展阅读
維基物種上的相關：鼓槌石斛